# Morphologie du cheval
Pour les articles homonymes, voir morphologie.

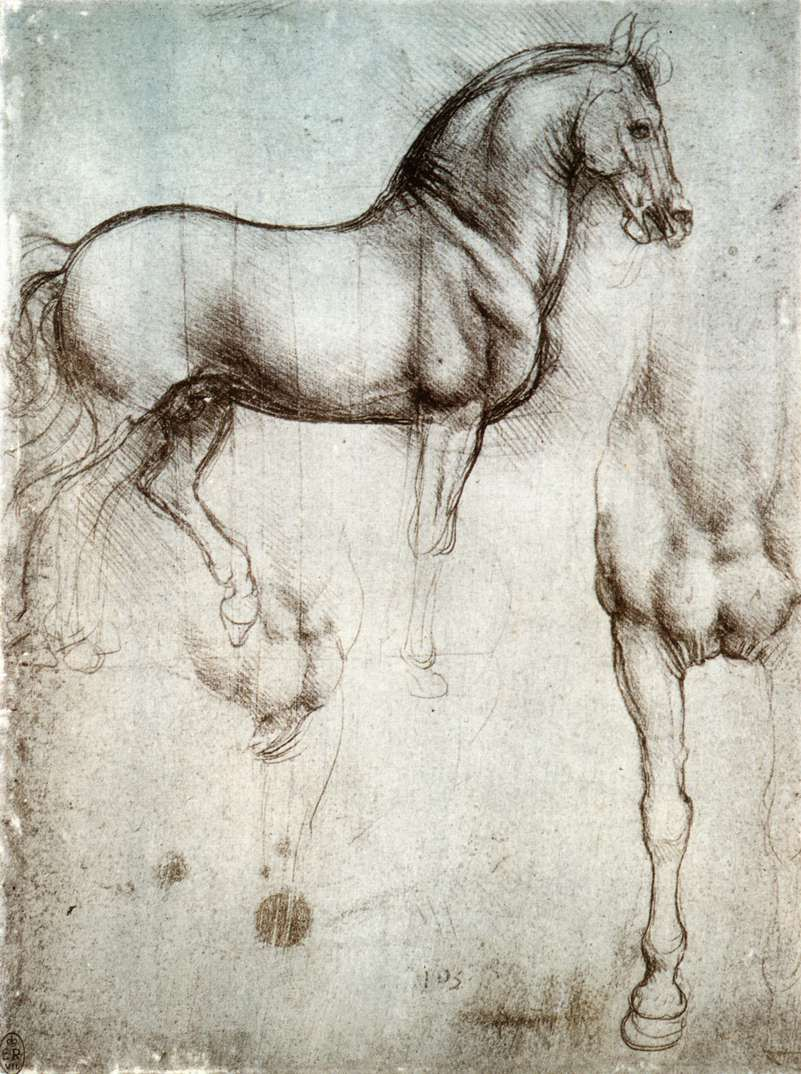
Étude d’un cheval par Léonard de Vinci.

La morphologie du cheval est, dans le domaine de l'hippologie, la description physique externe d'un cheval. Elle inclut une description de l'apparence générale de l'animal, et l'étude de ses parties externes. Elle permet de décrire et d'apprécier subjectivement les beautés, défectuosités et tares d'un cheval. Il existe un vocabulaire spécifique pour les différentes parties du corps. Il ne faut pas confondre la morphologie avec l'anatomie, qui est la description des parties internes du cheval.
L'examen externe du cheval est très ancien : Xénophon, vers 400 av. J.-C., décrit les qualités extérieures à rechercher dans son Traité de l'équitation : « Quand un poulain n’a pas encore été dressé, il est évident que c’est au corps qu’il faut regarder ; car un cheval qu’on ne monte pas ne laisse guère deviner son caractère ».
La morphologie est un critère important dans nombre de domaines touchant aux chevaux, notamment pour obtenir l'inscription aux différents stud-books de races, et lors des concours de modèle et allures, où les chevaux sont jugés sur leur « beauté ». La morphologie d'un cheval permet d'évaluer son aptitude aux différents sports équestres que peuvent favoriser une morphologie spécifique, comme l'attelage qui se révèle plus simple pour les chevaux aux épaules droites, ou le saut d'obstacles qui favorise les animaux possédant une arrière-main très musclée et un corps élancé, leur permettant de mieux sauter.

## Morphologie générale
Par comparaison à d'autres espèces animales domestiquées, la morphologie du cheval domestique diffère peu de celle de son ancêtre sauvage, et les variations sont relativement limitées. Les auteurs de l'encyclopédie de référence de CAB International (2016) l'attribuent au fait que le cheval ait depuis toujours été élevé pour sa mobilité : un changement morphologique trop important aurait réduit la mobilité des chevaux élevés  , un poney peut faire 25 m ( poney nain ) comme 1 m 90 ou plus pour un cheval 
La morphologie générale est l'apparence générale du cheval, qui est généralement définie sur la base de trois critères : sa taille, qui peut être plus élevée ou plus réduite par rapport à la moyenne des autres chevaux, son profil, et notamment le profil de la tête qui révèle ses origines, et le rapport entre ses proportions (entre la hauteur au garrot et le tour de taille généralement). Il y a souvent un rapport étroit entre le profil observé chez un animal et ses proportions.

### Taille
La taille des chevaux est extrêmement variable, certains poneys ne dépassant pas les 50 cm à l'âge adulte tandis que les shires peuvent atteindre deux mètres de haut. La taille des chevaux se mesure au garrot, sorte de renflement à la base du cou. Les chevaux plus petits sont dits « hypométriques », les chevaux de taille normale « eumétriques », et les chevaux de grande taille (comme le shire) « hypermétriques ».

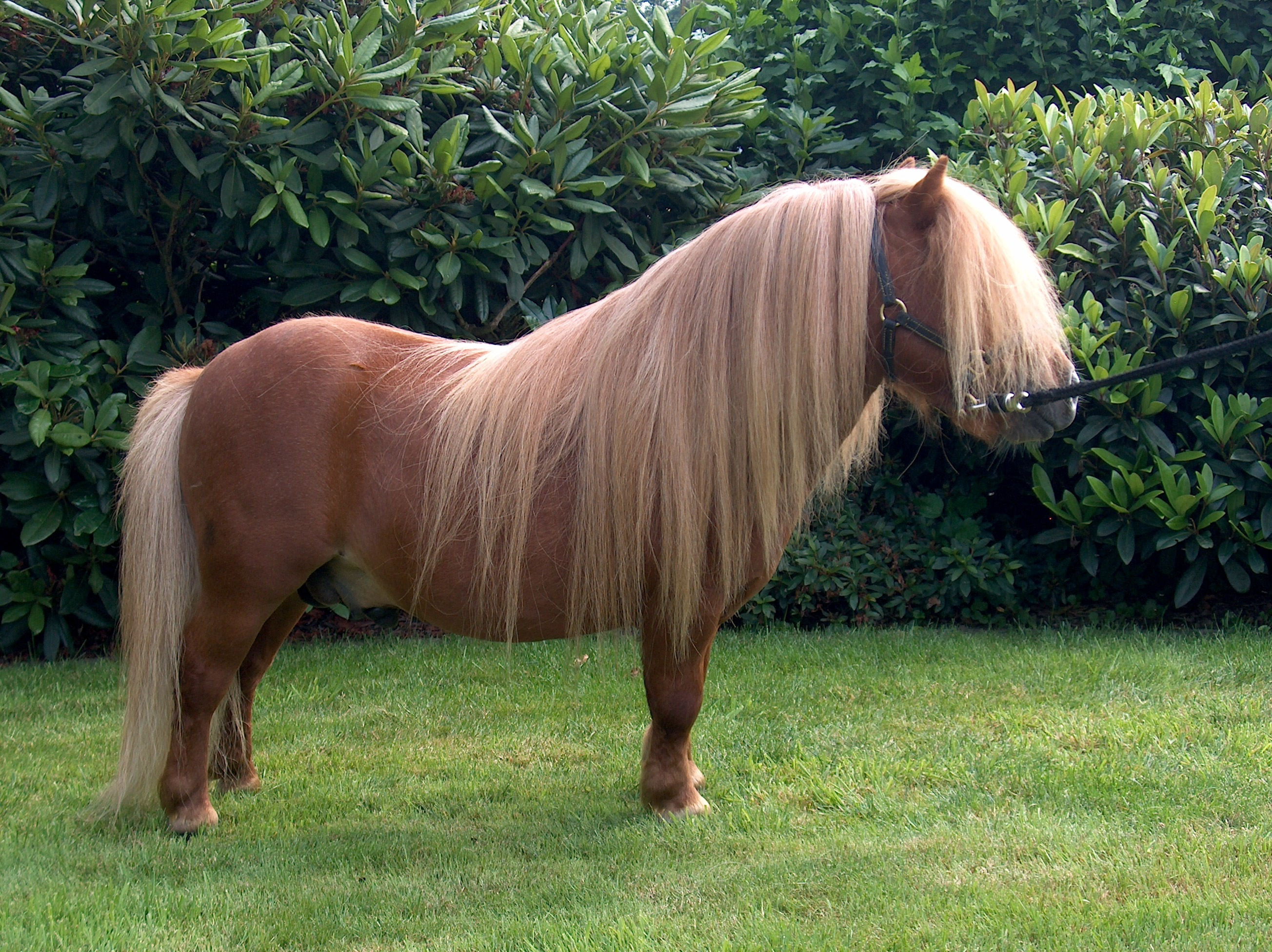
Un poney shetland, cheval hypométrique (80 m en moyenne)
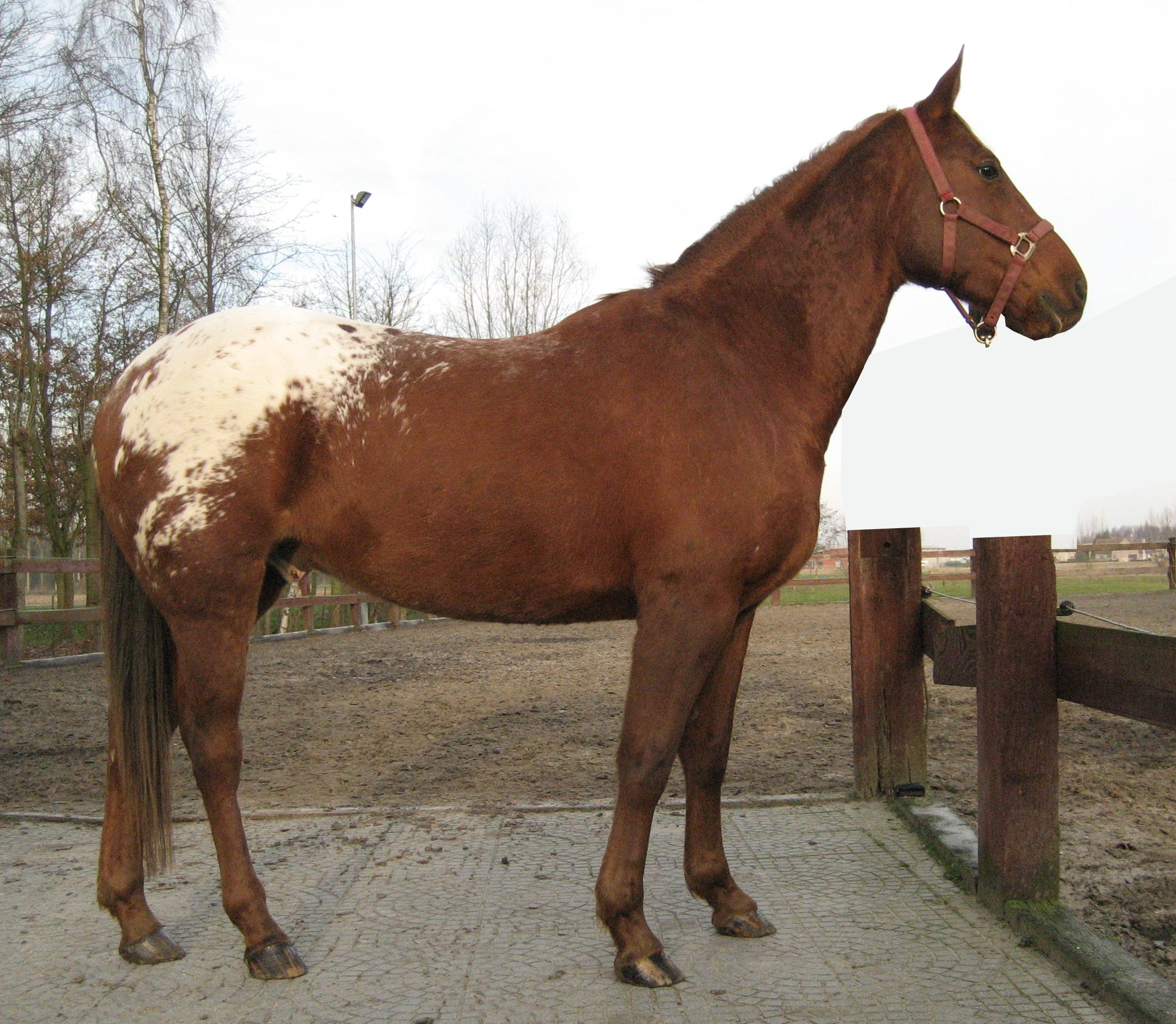
Un appaloosa, cheval eumétrique (1,55 m en moyenne)
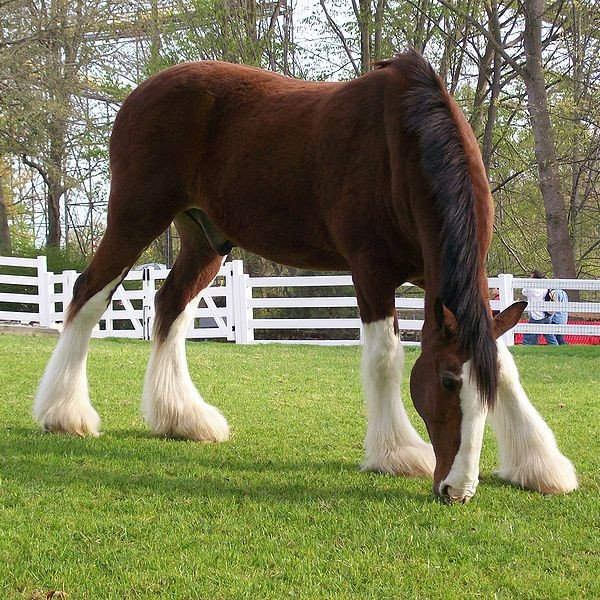
Un Clydesdale, cheval hypermétrique (1,70 m en moyenne)

Ewald N. Sasimowski (1987) définit des terminologies associées à des fourchettes de taille : un cheval est « très petit » si sa hauteur au garrot est inférieure à 1,30 m, « petit » si la taille est de 1,31 à 1,47 m, « moyen »
si la taille est de 1,48 à 1,58 m, « grand » si la taille est de 1,59 à 1,69 m, et « très grand » si elle est supérieure à 1,70 m.

### Masse
Un cheval de selle adulte pèse en moyenne 500 kg, les plus lourds des animaux de trait, Shire notamment, peuvent atteindre 1 200 kg. On distingue des chevaux légers, moyens et lourds, le poids des équidés est généralement en relation avec leurs proportions (longiligne est léger, médioligne est moyen et bréviligne est lourd).

### Profil
Le profil est une étude de la forme générale du corps, en partant du chanfrein et de l'encolure. Certaines morphologies sont spécifiques à certaines races. Le cheval peut être convexe s'il a le dos « rond » et le chanfrein convexe, rectiligne s'il a le dos droit et le chanfrein droit, et concave s'il a le dos « creux » et le chanfrein creusé également. Les termes sub-concave et sub-convexe désignent les profils peu marqués, ultra-concave et ultra-convexe désignant les profils très marqués.

### Proportions
La proportion est l’impression d’ensemble donnée par l'animal. Elle est liée à la taille de ses membres par rapport à la hauteur de son corps, et à la largeur de son corps par rapport à sa hauteur. Trois termes spécifiques sont utilisés pour désigner cette apparence générale d'un cheval.
- Longiligne (ou dolichomorphe) désigne les morphologies légères, les chevaux élancés, légers et élégants, dont le corps est plus haut que large, et qui possèdent de longues jambes. Ce sont des chevaux à étendue de contraction, de type ogival avec des angles articulaires ouverts. Aptes aux allures étendues et rapides, ces chevaux sont souvent destinés aux sports hippiques et à l'endurance, le Pur-sang  et l'Akhal-Teké étant des exemples[3].
- Médioligne (ou mésomorphe) désigne les morphologies moyennes ou intermédiaires, les chevaux ayant un corps un peu plus haut que large. La plupart des races de chevaux de selle appartiennent à cette catégorie. Leur morphologie les prédispose à avoir un équilibre naturel qui leur permet de rester maître de leurs forces et de jouer sous le poids du cavalier tout en assurant sa sécurité[3].
- Bréviligne (ou brachymorphe) désigne des chevaux trapus au corps rond, avec des jambes qui semblent courtes, dont les muscles sont volumineux, les rayons courts et les angles articulaires fermés. Ce sont des chevaux à intensité de contraction, au poitrail très ouvert. Ils sont massifs et lourds. On dit qu'ils sont éclatés ou qu'ils ont de la bricole. Il s'agit généralement de chevaux de trait (comme l'Ardennais) ou de poneys très rustiques. Ils ont une bonne aptitude à porter et à tirer, et travaillent principalement au pas. Leur épaule verticale permet d'accueillir un collier. Ils portent l'encolure vers le bas et se tiennent souvent sous eux, ce qui peut les amener à être déséquilibrés vers l'avant et les rend d'autant plus aptes à tirer des charges par le jeu de leur propre poids[3].

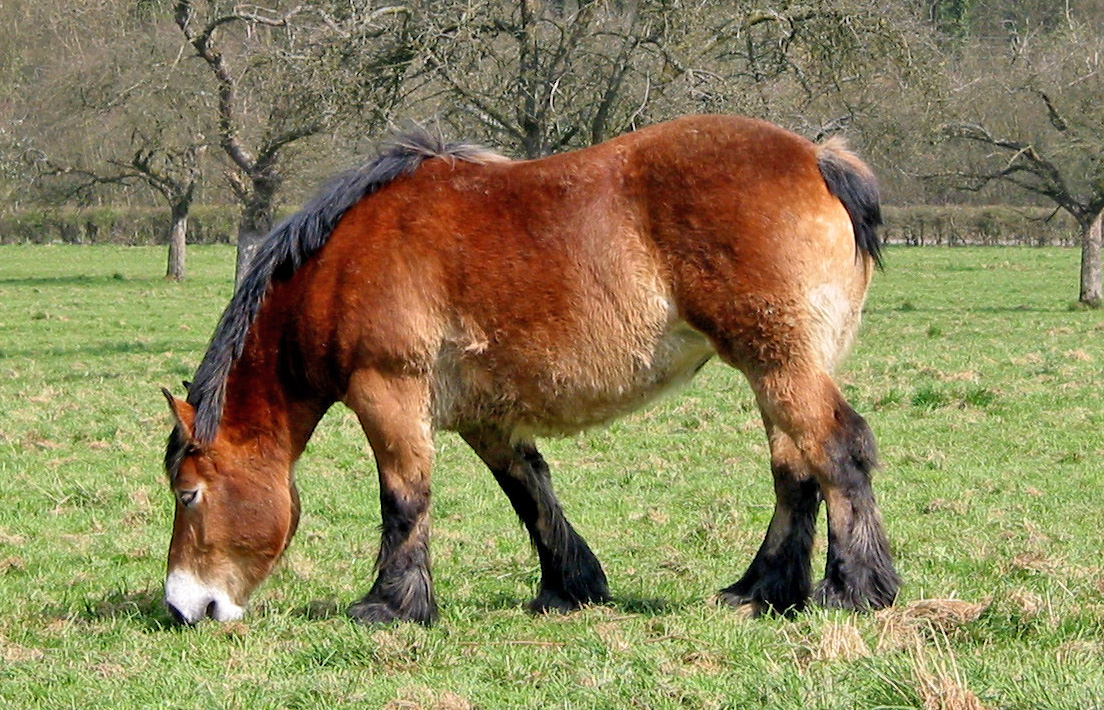
Un ardennais, cheval bréviligne
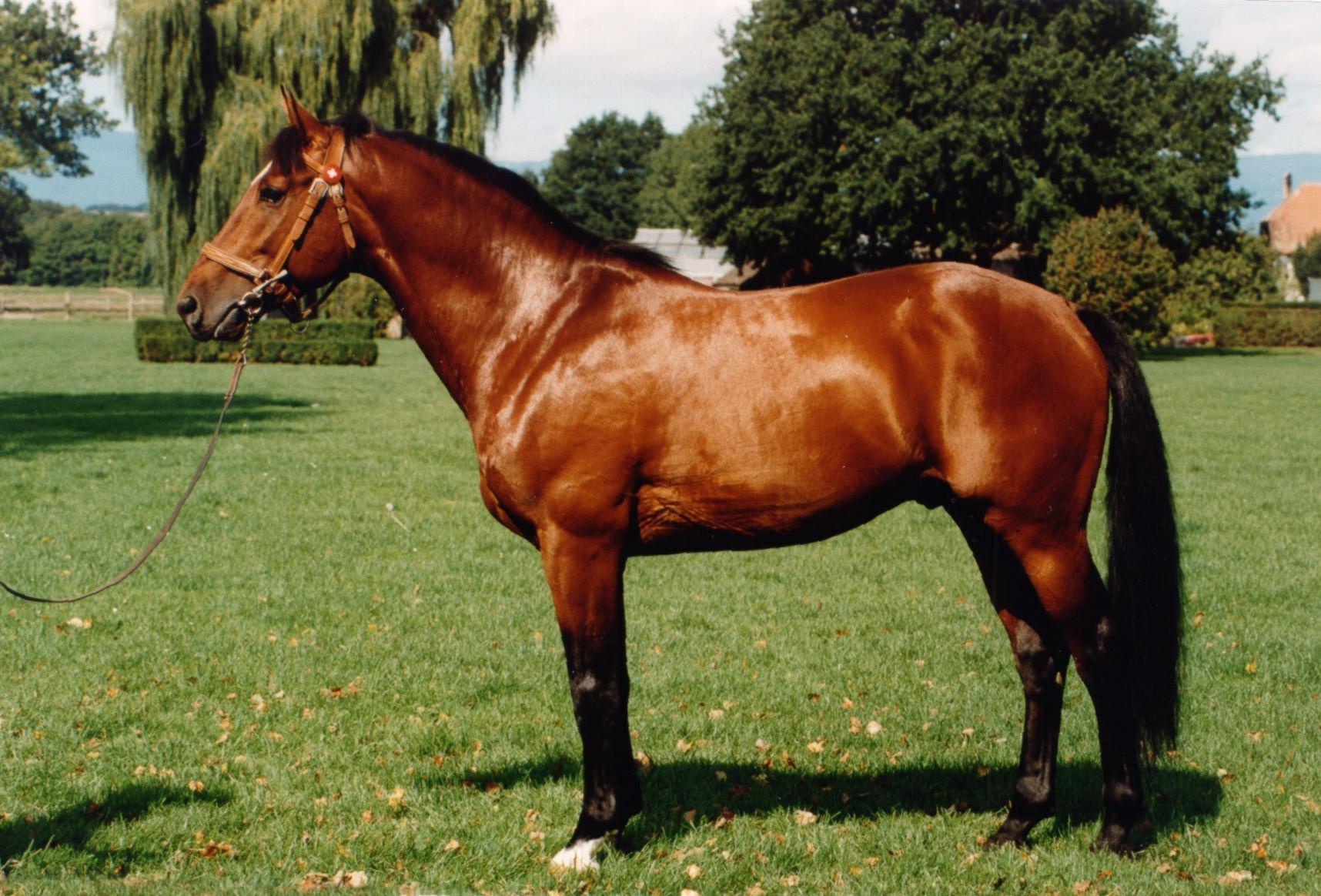
Un Franches-montagnes, cheval médioligne
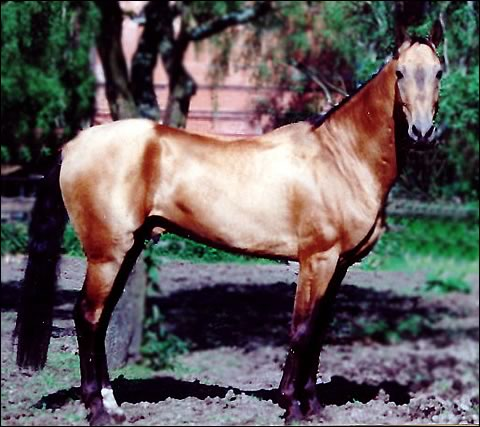
Un Akhal-Teke, cheval longiligne

## Position des régions du corps
Par convention, le cheval se compose de trois parties externes principales : l'avant-main, le corps et l'arrière-main. L'étude des parties externes est la partie de l'hippologie qui apprend à décrire et apprécier les beautés, défectuosités et tares d'un cheval. Ainsi, il existe un vocabulaire spécifique pour les différentes parties du corps du cheval.

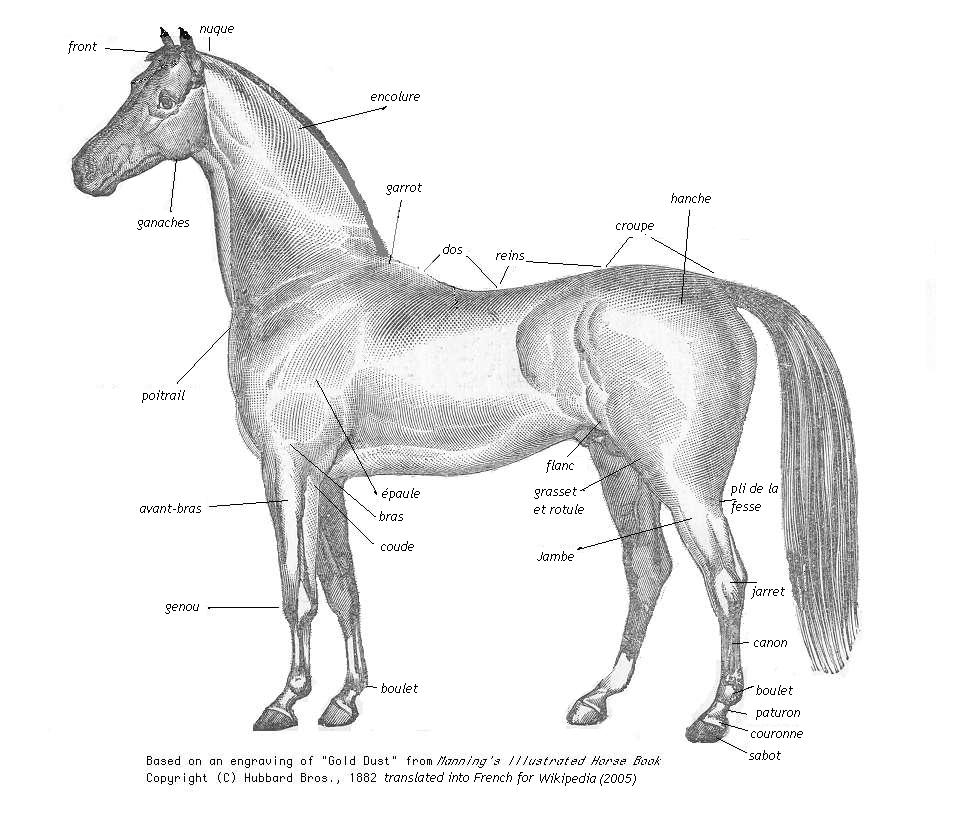
Schéma des parties externes.

### Avant-main
L'avant-main est la partie du cheval qui est devant le cavalier lorsqu'il est en selle. L'avant-main se compose de la tête, de l'encolure, des épaules et des membres antérieurs,. Elle reçoit les indications des aides supérieures et donne la direction du mouvement. Le relèvement de l'avant-main contribue à l'équilibre du cheval d'école et de combat. Il est inséparable de l'abaissement de l'arrière-main dont il est la conséquence. Son extension provoque au contraire l'allongement des allures et le déplacement du centre de gravité du cheval et du cavalier vers l'avant.

#### Tête

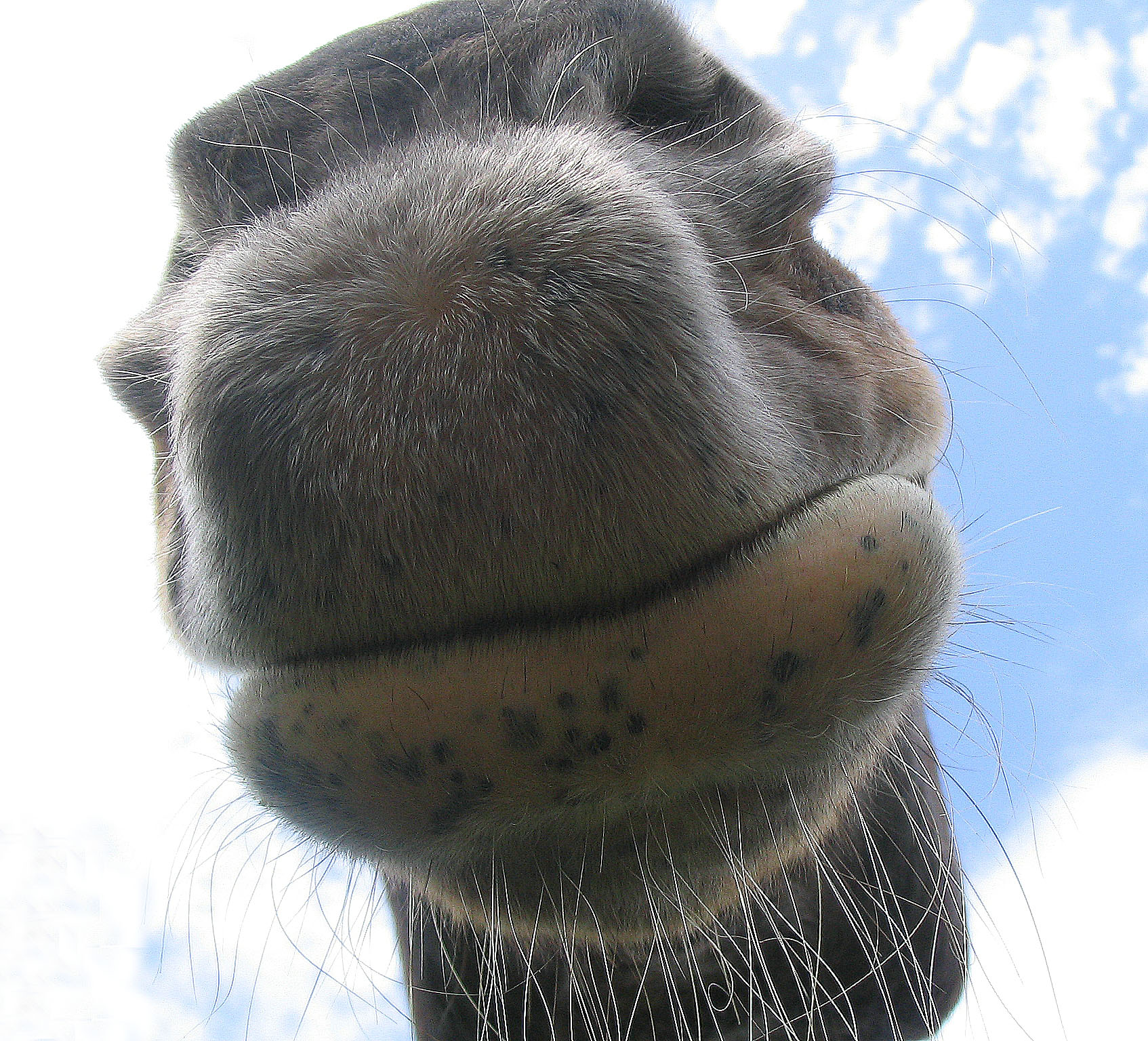
Gros plan sur les lèvres d'un cheval

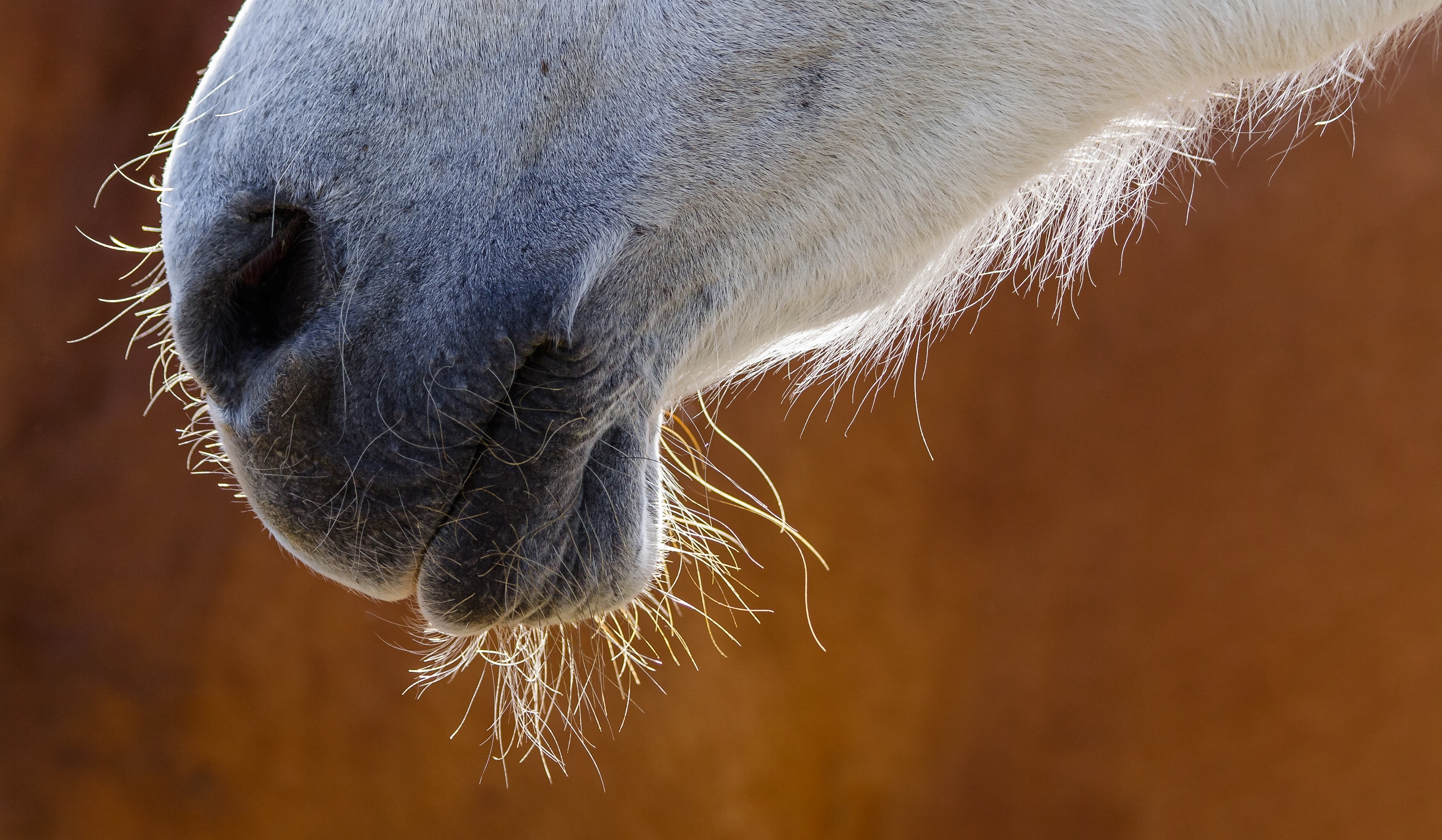
Gros plan sur le museau d'un cheval. Mai 2010.

La tête du cheval présente peu de variations morphologiques, vraisemblablement en raison du régime alimentaire herbivore et du processus de digestion. Notamment, les dents doivent être positionnées de manière à permettre au cheval de brouter les végétaux au sol. Une autre particularité de la morphologie faciale du cheval est le rôle que celle-ci joue en matière de communication intraspécifique.

##### Profil de tête
Un point de différenciation morphologique dans la tête du cheval est son profil, qui peut être convexe (synonyme : busqué), rectiligne, ou concave (synonyme : camus).
La majorité des chevaux présentent un profil de tête rectiligne, ou légèrement concave. Les profils convexes sont plus rares, et typiquement associés aux chevaux ibériques et autres montures baroques.
L'Arabe est réputé pour son profil de tête concave, tandis que le Shire possède le plus souvent un profil de tête convexe.
Le terme « subconvexe » désigne un profil de tête doté d'une convexité mineure, qui devient plus évidente au niveau du nez. Certains chevaux, souvent des poneys et des races des pays du Nord, présentent une tête concave au niveau du front et convexe dans sa partie inférieure, donnant un profil de tête en forme de « S ». On parle de « tête de rhinocéros », si la concavité est limitée au chanfrein, et de « tête moutonnée » lorsque seul le chanfrein est convexe. La « tête de lièvre » a une convexité limitée  à la partie frontale.

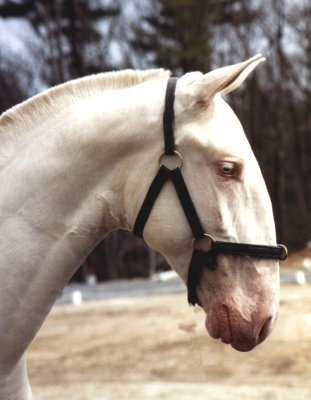
Ultra-convexe (ou profil romain), dit également tête busquée.
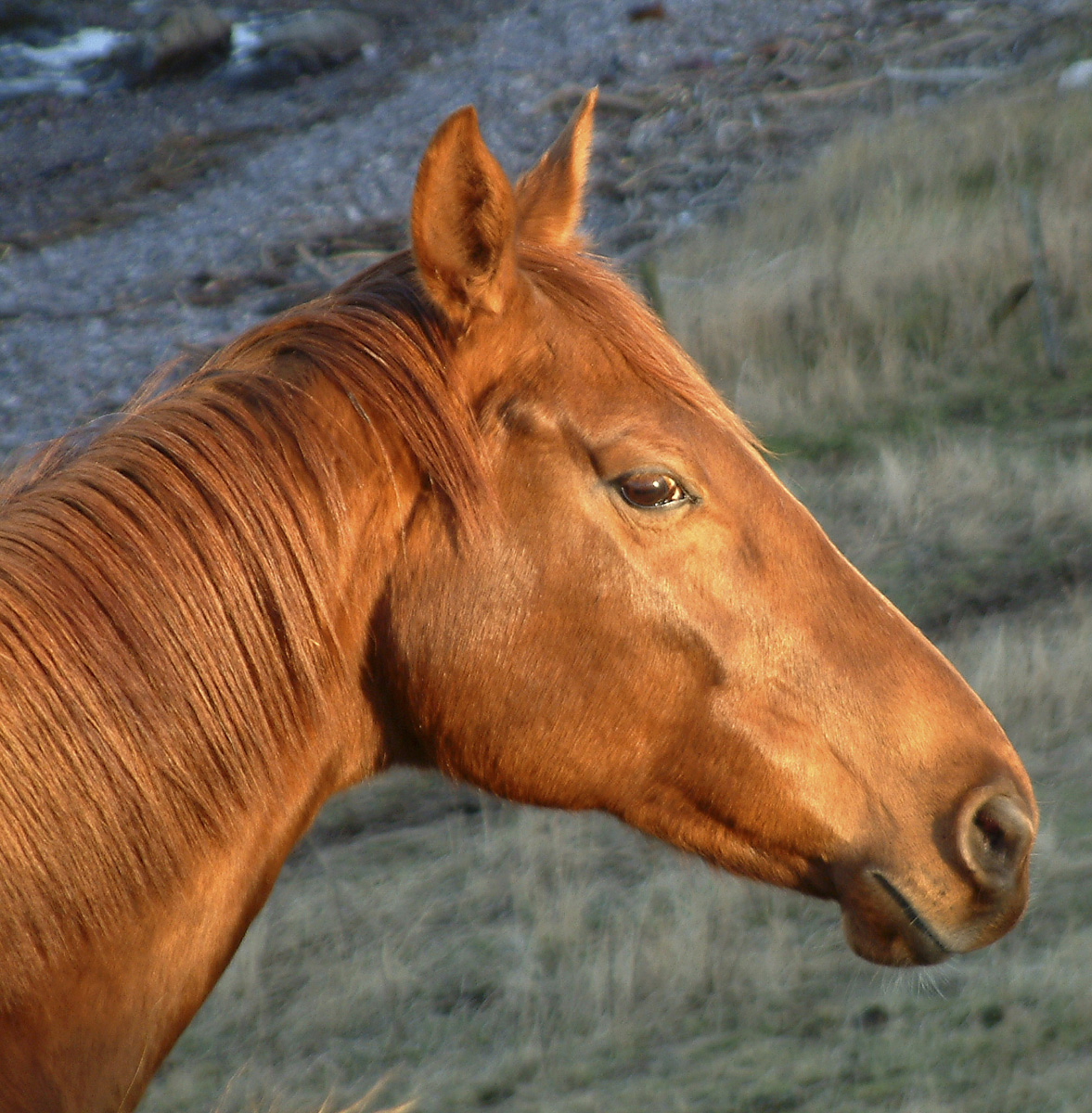
Rectiligne
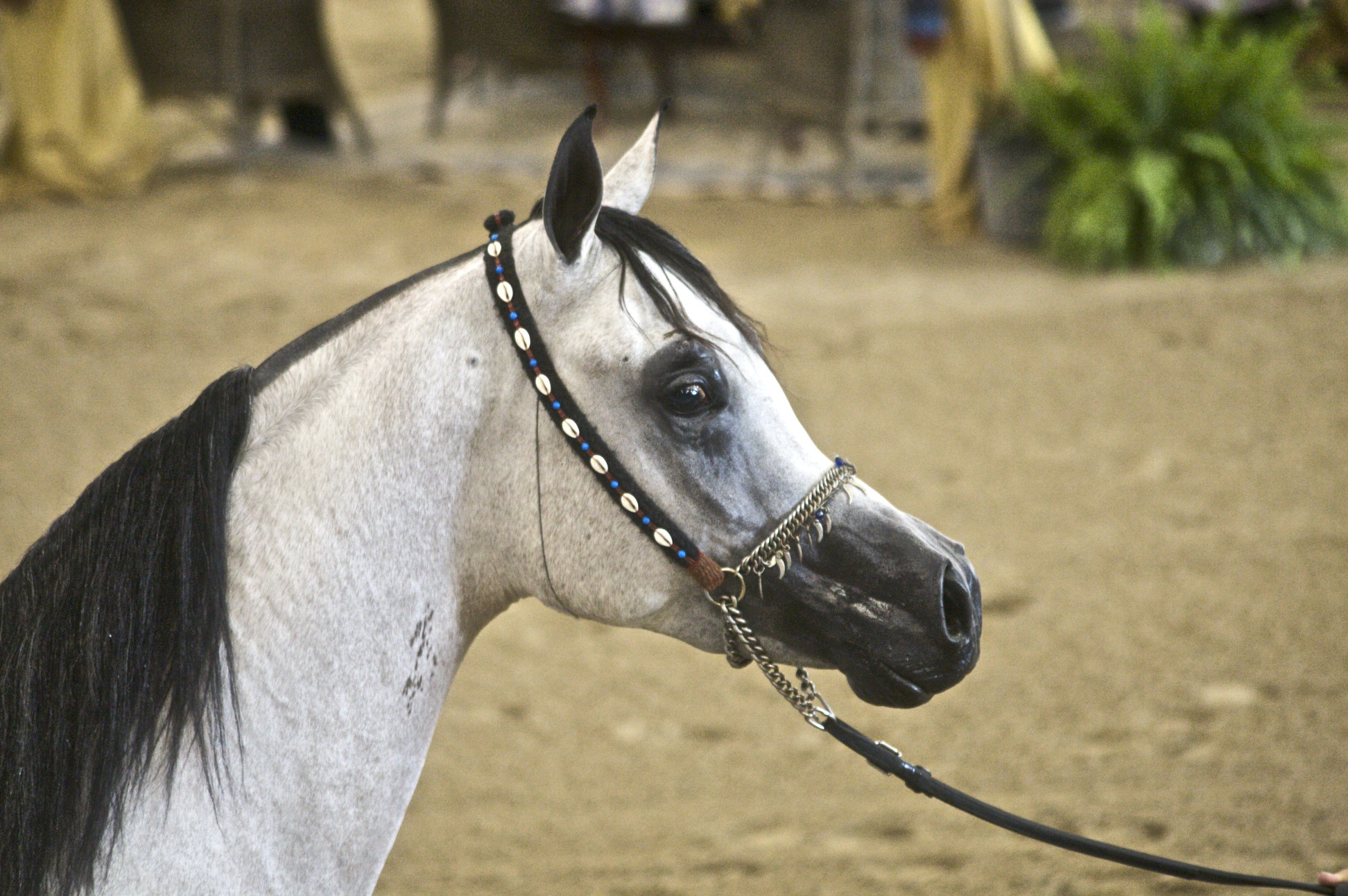
Concave (pur-sang arabe)
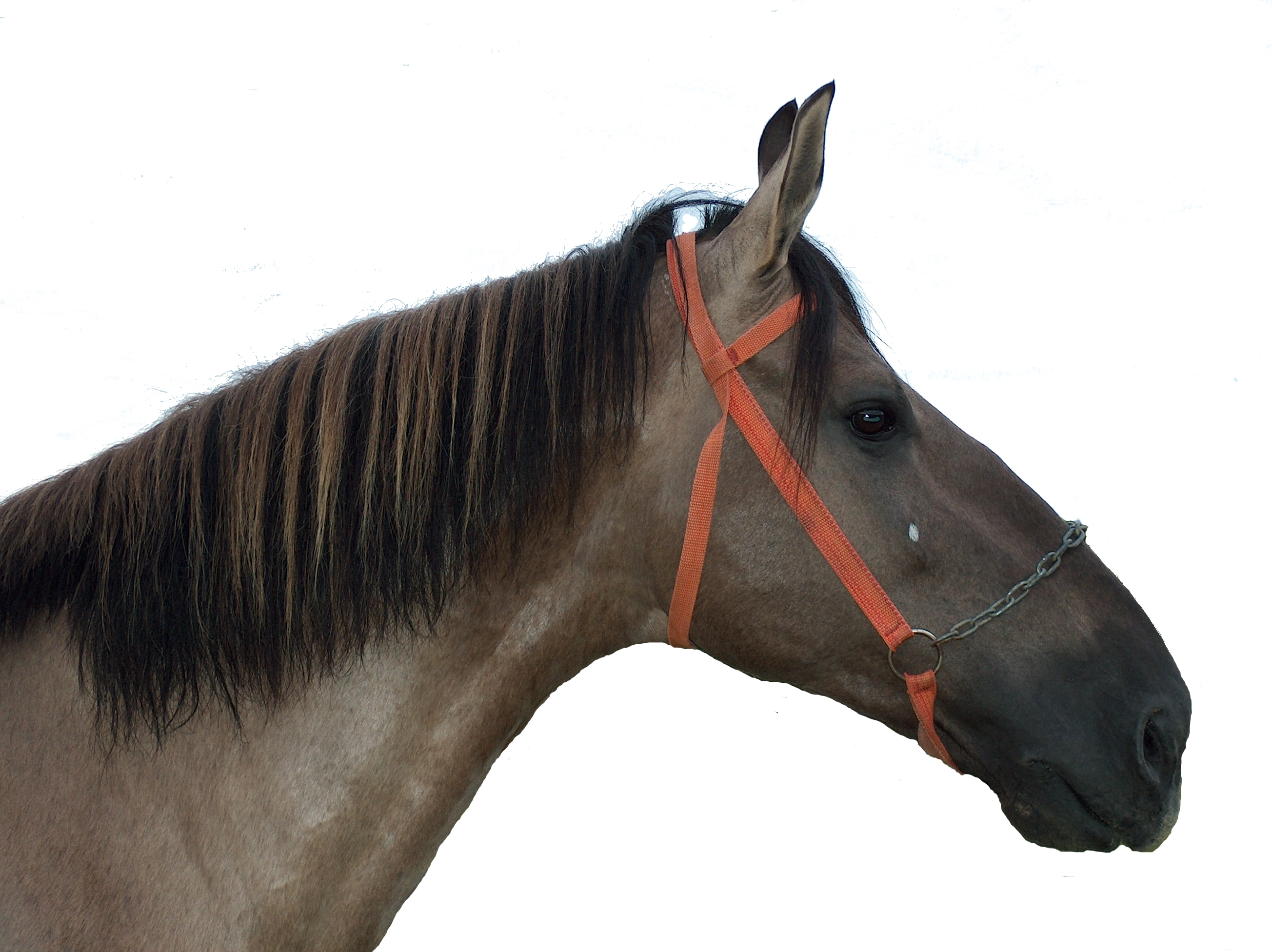
Profil trapézoïdal (campolina)

On parle de « profil carré » lorsque le chanfrein est droit et l'ensemble sec, avec des saillies osseuses visibles.

##### Dénominations des parties de la tête
- Partie supérieure : oreilles, nuque, toupet.
- Partie antérieure : front, chanfrein, bout du nez.
- Partie latérale : parotide, tempe, rochet, salière, cils, œil, paupière, joue, apophyse ou arête zygomatique (os permettant au cavalier d'empoigner aisément la tête du cheval), naseau.
- Partie postérieure : gorge, ganache, auge, menton, barbe.
- Partie inférieure : bouche, lèvre supérieure, lèvre inférieure, commissure des lèvres, dents, gencives, barres, langue, canal, palais.

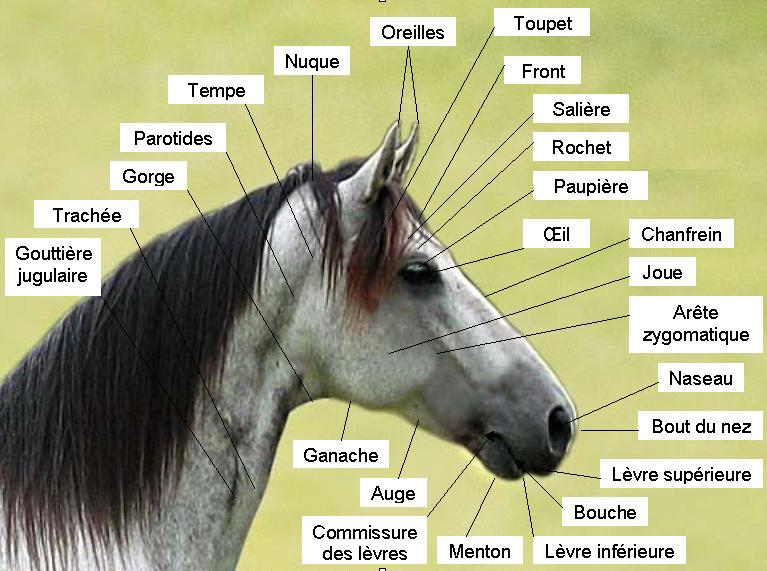
Schéma des parties externes de la tête.

#### Encolure
L'encolure est le cou du cheval. Elle est recouverte de la crinière. La veine jugulaire est située sur l'encolure, avec la trachée.

#### Membres antérieurs
Épaule, pointe de l'épaule, bras, coude, pointe du coude, avant bras, genou, pli du genou, canon, tendons, châtaigne, boulet, paturon, pli du paturon, ergots et leurs fanons, couronne, talon, pied, sabot. La dénomination de « genou », bien que fréquemment employée, est morphologiquement fausse puisque cette articulation des membres antérieurs est celle du carpe, correspondant au poignet chez l'être humain. L'articulation se compose d'ailleurs de 8 os carpiens.

### Corps
Le corps est la partie du cheval qui se trouve sous le cavalier lorsque celui-ci est en selle.
Le corps se compose, :
- du garrot, du dos, des reins, du poitrail, des ars, des inter-ars, des côtes, du passage de sangle, des flancs, du ventre, de la région inguinale, de l'anus, du périnée, du couard, et de la queue ;
- de l'appareil génital du cheval : la vulve et les mamelles pour la jument, la verge, les bourses et le fourreau pour l'étalon.

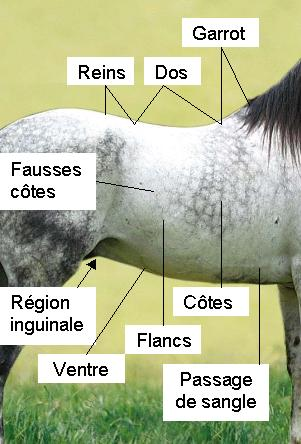
Schéma des parties externes du corps.

### Arrière-main

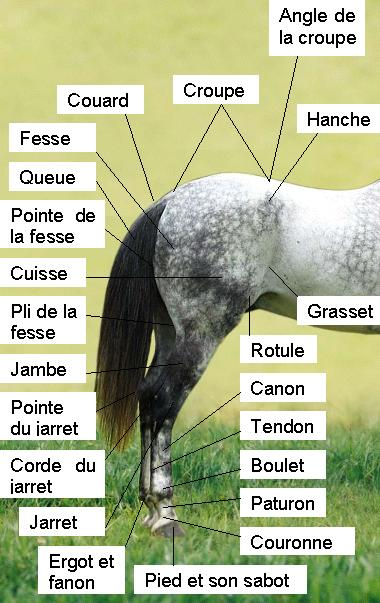
Schéma des parties externes du corps.

L'arrière-main est la partie du cheval située derrière la selle. Elle se compose, :
- des reins, de la croupe, des hanches ;
- des membres postérieurs : 
  - cuisse, fesse, pli des fesses, pointe des fesses, grasset, pli du grasset, jambe, rotule, jarret, corde du jarret, pli du jarret, pointe du jarret, creux du jarret, canon, tendons, châtaigne, boulet, ergots et leurs fanons, paturon, pli du paturon, couronne, talon, pied, sabot.

L'arrière-main écrasée provoque l'acculement, l'arrière-main campée interdit le reculer, l'arrière-main convenablement baissée et ployée permet le rassembler et la détente des ressorts dans le mouvement en avant. L'arrière-main allégée permet le maximum de vitesse au galop.

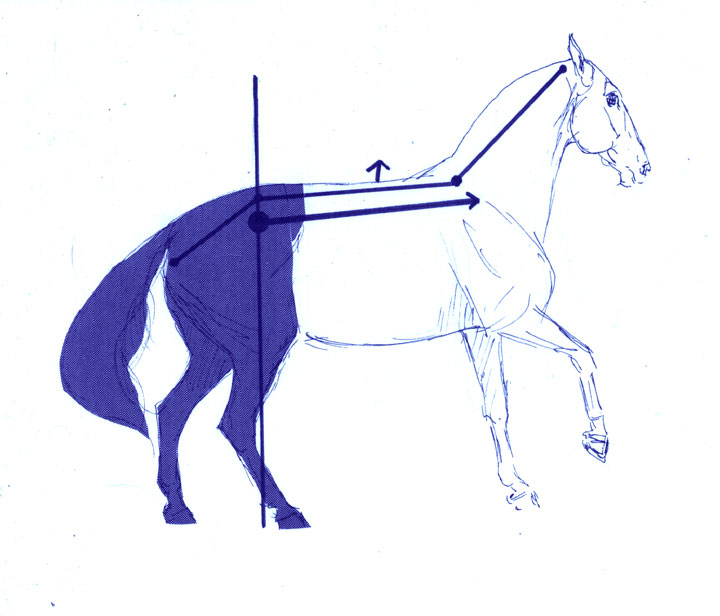
L'arrière-main apparaît sur ce schéma en bleu.

## Détail des parties du corps

### Avant-main
Encolure
L'encolure est le cou des équidés. Certaines races équines sont dotées d'une encolure épaisse comme le Pure race espagnole, d'autres d'une encolure fine comme l'Akhal-Teké.
Garrot
Le garrot est une zone du dos située à la base de l'encolure et à l'aplomb des épaules. La distance entre le garrot et le sol, nommée la « hauteur au garrot », est le standard de taille chez les chevaux. Le garrot est sensible.

### Corps
Dos

Le dos est une partie primordiale dans la morphologie du cheval, qui est aussi très fragile. Le cheval étant un animal domestiqué, la nature n'a pas prévu que son dos aurait un jour à supporter le poids d'un cavalier. La conformation du dos est donc importante chez tout cheval destiné au travail et à l'équitation. Le cheval peut avoir un dos long ou court. Le dos creusé est une pathologie révélatrice d'une musculature insuffisante, entrainant des douleurs et des difficultés de déplacement, et qui peut facilement être vue par le fait que les vertèbres sont saillantes. Les chevaux qui en sont atteints sont dits « ensellés ». Le creusement du dos se produit généralement chez les chevaux âgés et plus fréquemment chez ceux qui ont le dos long ou ne travaillent pas assez. À l'opposé, un dos convexe est dit « dos de carpe » ou « dos de mulet ». L’impulsion est transmise, mais sans souplesse, l'allure est heurtée, donnant un cheval inconfortable et exposé aux blessures de selle.
Les pathologies du dos peuvent pousser le cheval à se défendre ou gêner son travail en le rendant raide. Dans des cas extrêmes, le cheval peut ne plus parvenir à marcher sur les sols durs.

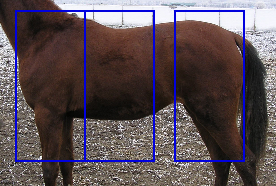
Dos long
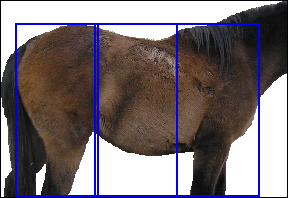
Dos court
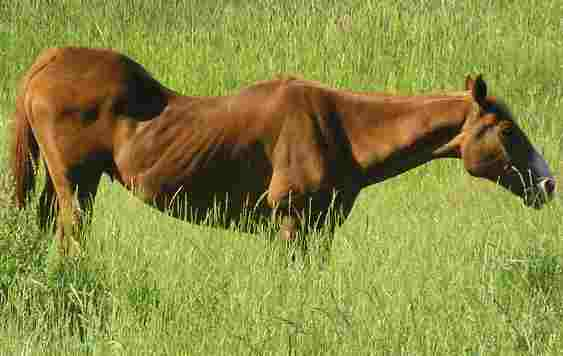
Cheval très ensellé
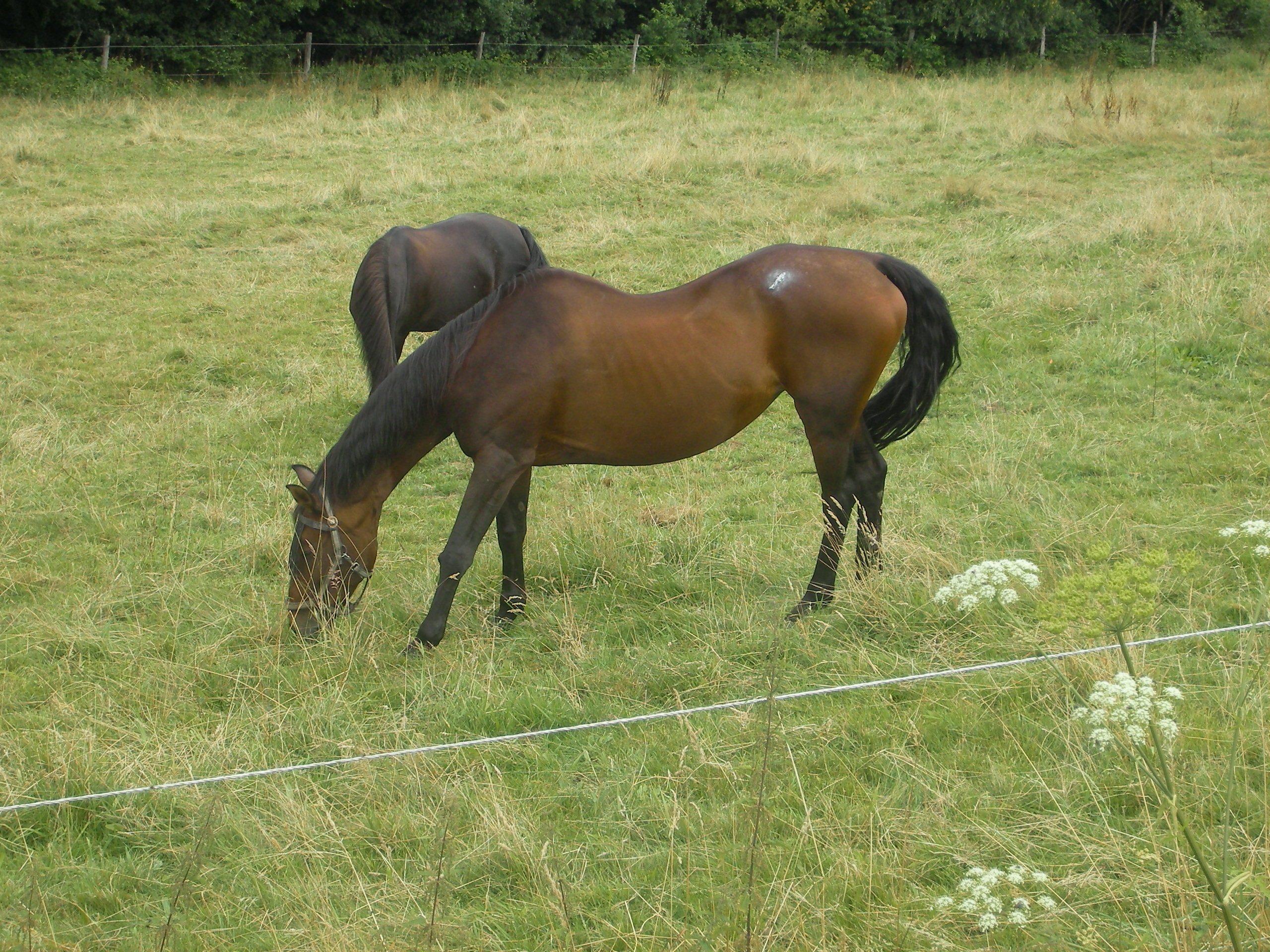
Cheval ensellé au dos long

Diverses solutions existent pour soigner et muscler le dos du cheval, la plus courante est de le faire travailler à la longe ou sous la selle. Les professionnels de la santé du cheval, comme les vétérinaires, s'occupent des cas plus graves avec des techniques comme la mésothérapie, des ostéopathes équins et divers rebouteux se sont aussi spécialisés dans le traitement des pathologies du dos du cheval.

### Arrière-main
Croupe

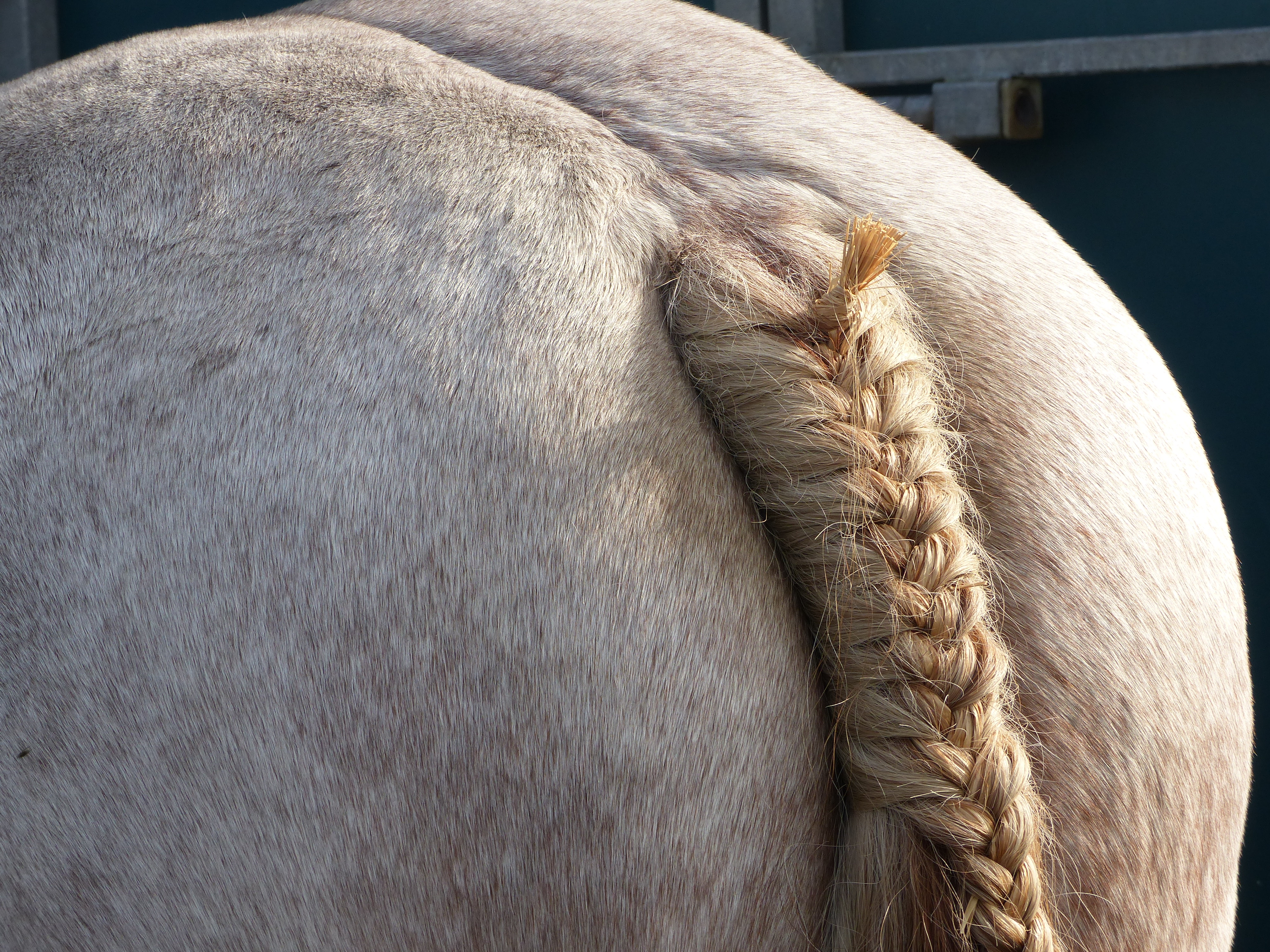
Croupe d'un cheval de trait, avec sa queue

La croupe est la partie arrière du cheval, qui correspond aux fesses chez l'Homme.
Queue
La queue du cheval est, comme sa crinière, composée de crins. Elle lui sert à exprimer ses émotions et à chasser les insectes. Depuis le 1er janvier 1996, la coupe de la queue est interdite sur les chevaux nés en France.

### Membres
Châtaigne
Une châtaigne est une excroissance cornée, sur les faces internes des membres, située au-dessus du genou pour les membres antérieurs, et au-dessus du jarret pour les membres postérieurs. La châtaigne est un vestige du 5e doigt, doigt qui a disparu au cours de l'évolution des équidés.
Canons
Les canons sont une partie des membres du cheval située entre le boulet et le genou pour les membres antérieurs, et entre le boulet et le jarret pour les membres postérieurs. Ils peuvent être protégé par des guêtres ou des bandes de polo au travail et par des bandes de repos au box.
Boulets
Les boulets sont des articulations au bas des jambes du cheval, placées entre le paturon et le canon. Les fanons y prennent naissance.
Paturons
Les paturons se trouvent juste au-dessus du sabot, entre le boulet et la couronne. À l'arrière du paturon se trouvent les fanons du cheval.
Fanons
Les fanons sont des poils rigides situés au-dessus du sabot et derrière le pied du cheval. Ils sont plus ou moins abondants selon la race de l'animal, et généralement très abondants chez les chevaux de trait. Les fanons servent de gouttière pour faire glisser l'eau qui coule le long des membres du cheval vers le sol et non pas au niveau des paturons, ce qui pourrait créer des blessures que l'on appelle des crevasses.

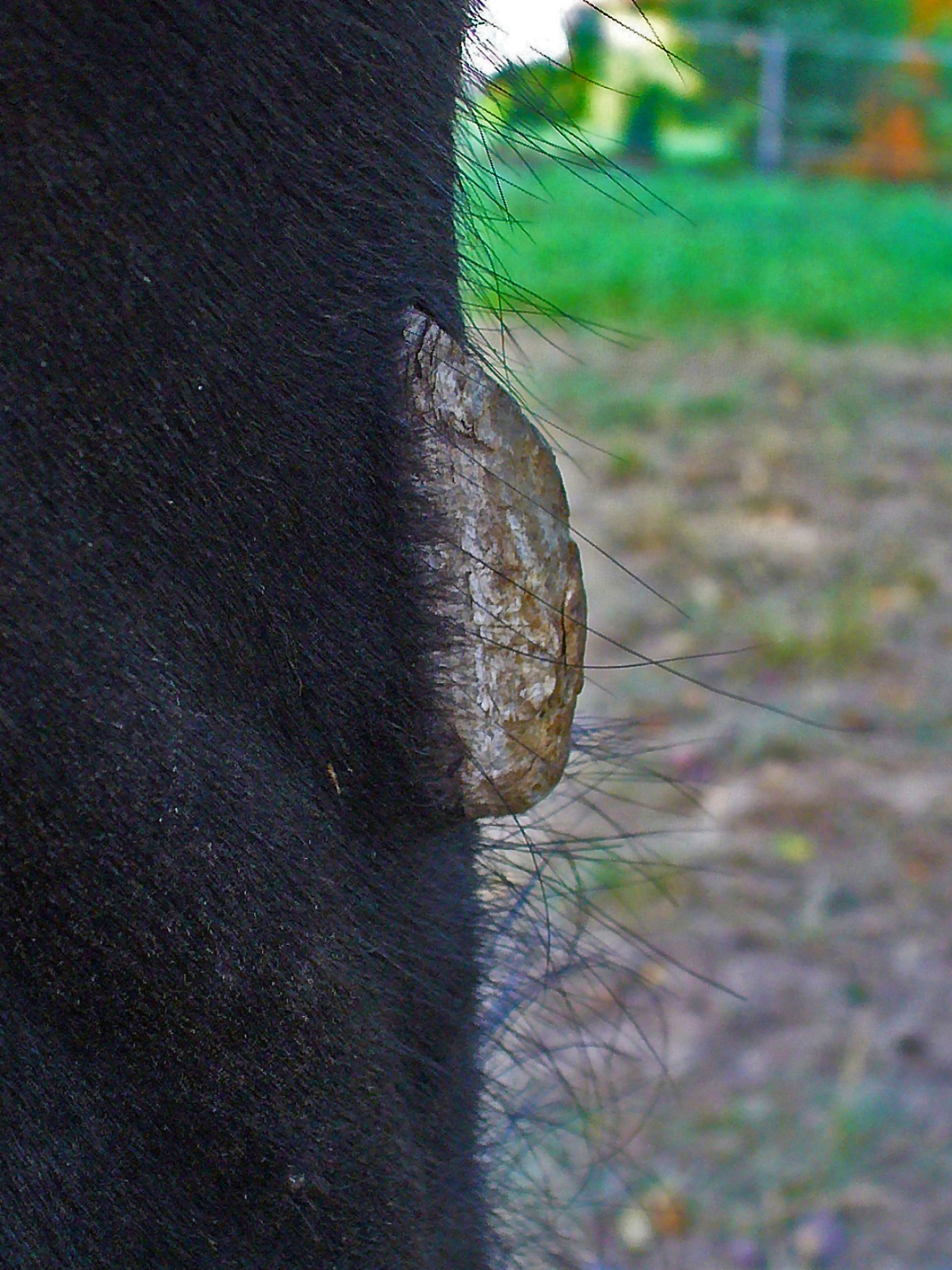
Châtaigne
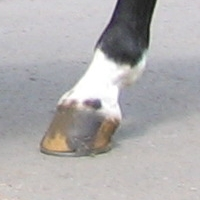
Boulet et paturon
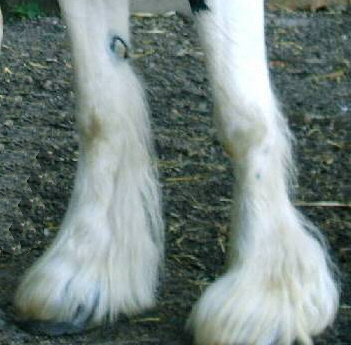
Fanons d'un cheval de trait

#### Pieds

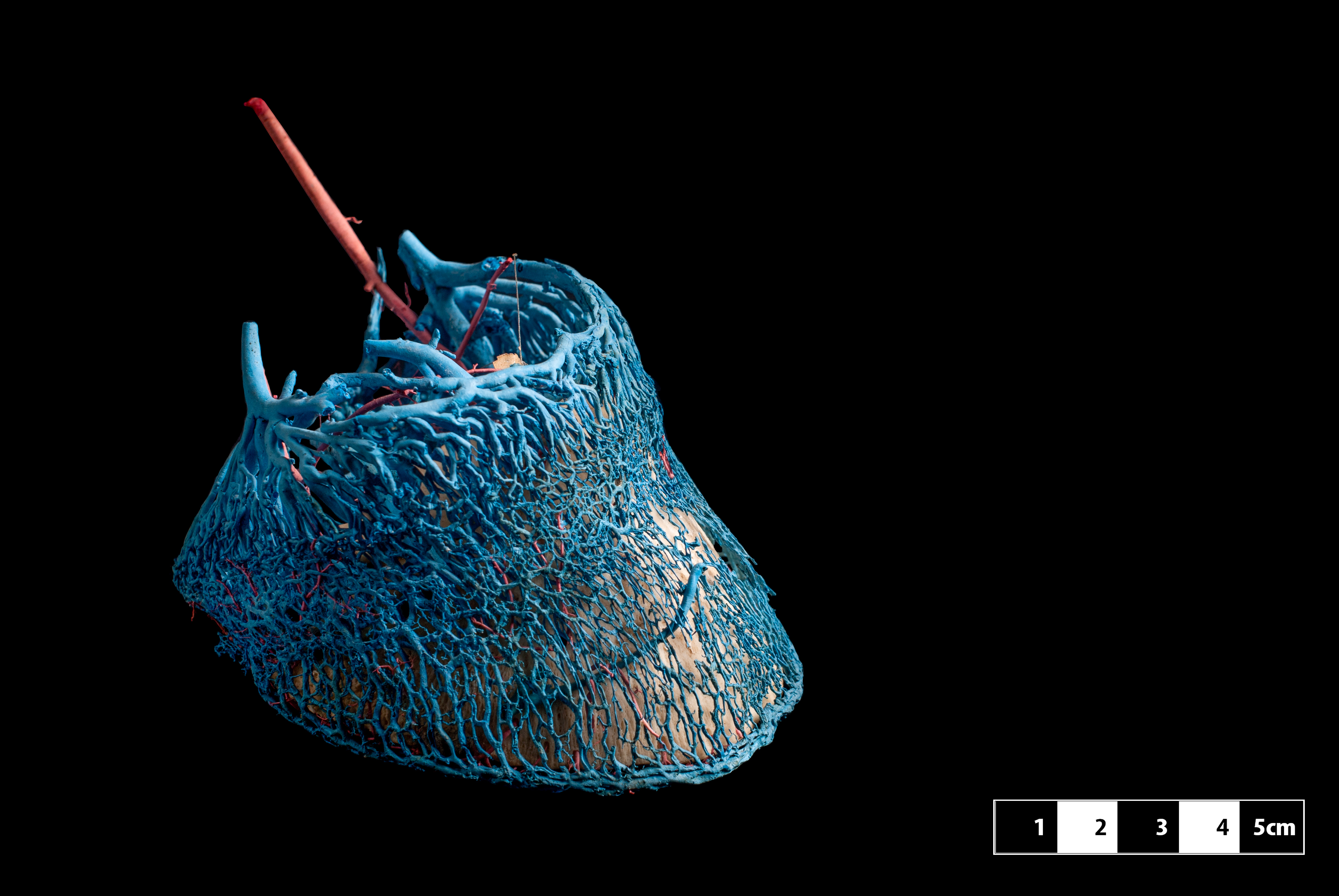
Architecture vasculaire du pied d'un cheval.

Le pied constitue l'extrémité des membres du cheval. Les autres membres du genre Equus âne et zèbre, possèdent la même morphologie de pied qui les distinguent de leurs ancêtres équidés. Il est un élément essentiel de la locomotion qui justifie pleinement l'expression « pas de pied, pas de cheval ». Le cheval est un périssodactyle, à nombre impair de doigts — en l'occurrence un seul — dont le poids du corps est supporté par le doigt médian. En anatomie comparée, le pied du cheval correspond donc aux deux dernières phalanges du doigt médian de l'espèce humaine.

#### Tares
Les déformations éventuelles présentes sur les membres du cheval sont nommées les tares. Elles peuvent être temporaires (à la suite d'une blessure par exemple) ou permanentes. On distingue tares dures et tares moles. Les tares dures sont des déformations osseuses : on parle de suros (sur-os) lorsqu'elles sont situées sur le canon, d'éparvin, de courbe ou de jarde lorsqu'elles sont situées sur le jarret. Elles sont permanentes. Les tares molles sont des poches de liquide qui apparaissent à la suite d'un traumatisme. On parle de vessigon lorsqu'elles sont situées sur le jarret, de molette sur le boulet, de capelet sur la pointe du jarret, et d'hygroma, ou « gros genou », sur le genou.

## Liens entre la morphologie et le caractère
Dès l'Antiquité Xénophon, estime que la personnalité du cheval est liée à la position des épis sur le chanfrein, tandis que ceux répartis sur le corps reflètent l'équilibre morphologique du cheval, et avec eux, les points forts et les faiblesses dans leur caractère ; les nomades mongols, les Gitans et les Bédouins, entre autres, jugent un cheval en fonction de ces signes.
Certains professionnels du monde équestre reprennent ces théories, comme Linda Tellington-Jones, qui estime qu'un profil de tête rectiligne dénote un cheval de nature simple, un profil camus (concave) la sensibilité ou la timidité, et un profil busqué (convexe) l'audace. Les chevaux au profil convexe seraient têtus et lents d'esprit.
Cette théorie est critiquée en raison de son approche simpliste.

## Appréciation subjective de la «beauté»
La beauté du cheval est appréciée par rapport à son adaptation à sa fonction ou au service auquel il est destiné. Au-delà de l'esthétique, elle s'apprécie par rapport à son utilisation. Ainsi, un cheval ayant un physique le prédisposant au saut sera qualifié comme étant un « harmonieux modèle d'obstacle », un cheval qui a du cadre sera décrit comme un « beau modèle de selle », ou encore un cheval de trait puissant sera qualifié de « Puissant modèle de trait ».
On distingue deux catégories de beauté :
- les « beautés absolues » qui conviennent à toutes les utilisations, et qui ont notamment des tissus denses, des articulations larges et basses, et des aplombs réguliers ;
- les « beautés relatives » qui conviennent à certaines utilisations comme l'épaule oblique pour les galopeurs et l'épaule droite pour les chevaux de trait[3].

Les « défectuosités » sont des imperfections physiques qui nuisent au service du cheval et le déprécient. Elles sont dites « absolues » quand elles nuisent à toutes les utilisations, comme des aplombs irréguliers ou de mauvais pieds.
On distingue :
- les défectuosités congénitales, dont le cheval est affecté dès sa naissance ;
- les défectuosités acquises qui sont dues à l'usure ou à un accident[3].

Aucun cheval n'est « parfait ». Les beautés et certains points de force viennent souvent compenser des défectuosités mineures. Le jugement final porte sur l'harmonie de l'ensemble qui prime sur les détails.

### Tête
Une belle tête est pyramidale, large au niveau du front. Elle doit être expressive. Les oreilles, courtes et mobiles, aident à déceler le caractère du cheval.
Le chanfrein large indique un cheval endurant, les naseaux largement ouverts permettent un passage d'air important indispensable à la ventilation des poumons. Les yeux donnent des indications sur le caractère. Les beaux yeux sont doux et bien ouverts.
Un cheval serré dans son auge, aux ganaches épaisses et à la nuque courte n'est pas prédisposé au dressage car il ne peut pas se déplacer correctement. La mise en main sera facilitée par une gouttière parotidienne large et évidée attachant la tête à l'encolure.

### Encolure
L'encolure du cheval de sport, qui lui sert de balancier et qui lui permet de se diriger, doit être longue et droite avec un bord supérieur rectiligne. Seules les vertèbres Atlas et Axis sont mobiles, et permettent la flexion de la tête sur l'encolure au seul niveau de la nuque. Elle ne doit pas présenter de transition brusque avec le tronc, être large dans sa partie inférieure qui abrite la trachée;  seule une trachée de fort calibre permet une bonne ventilation pulmonaire.
Le placer de l'encolure influence la répartition du poids. De sa conformation et de sa flexibilité dépend le ramener. Si sa courbure n'est pas naturelle, son forçage provoque la contraction du cheval dans son ensemble.
L'encolure du cheval de selle ou de course doit être longue alors que celle du cheval de trait peut être courte et épaisse.
Une encolure rouée au bord supérieur convexe porte le cheval à s'encapuchonner. Une encolure renversée dont le bord supérieur est concave, dite « encolure de cerf », rend la conduite difficile, avec des chevaux lourds à la main et sur les épaules, et inaptes à l'obstacle et à l'attelage. On nomme « encolure de cygne » une encolure longue, renversée à la base et rouée dans sa partie supérieure. Ce type d'encolure révèle un manque de force musculaire.
Le « coup de hache » est une dépression en avant du garrot.
La tête et l'encolure forment ensemble le balancier du cheval et à ce titre doivent jouer aisément pour lui permettre d'exécuter tout mouvement de façon harmonieuse.

### Garrot
Le garrot doit être sec, élevé, musclé à sa base et prolongé en arrière pour permettre de sangler correctement et de bien placer la selle, légèrement reculée, en libérant les épaules. Le cheval de selle a de longues apophyses du garrot qui constituent un point de force. L'élévation du garrot permet la légèreté de la tête et de l'encolure. Le cheval de trait a un garrot court noyé dans les masses musculaires.

### Aplombs
On nomme « aplombs » le positionnement, l'orientation  des membres du cheval. Les aplombs sont dits « réguliers » lorsque les membres sont parallèles entre eux vus de face et verticaux vus de profil. Des aplombs défectueux altèrent prématurément la locomotion du cheval.

### Corps

#### Ligne du dessus
La ligne du dessus correspond à la colonne vertébrale, elle part du garrot et inclus le dos et le rein. Elle est l'axe médian du cheval auquel sont reliées toutes les autres parties de l'animal. C'est l'agent de transmission des forces de l'arrière-main vers l'avant-main et réciproquement. Elle doit être légèrement concave et horizontale. La ligne du dessus du cheval de selle doit être plutôt longue que trop courte, et toujours suffisamment puissante pour porter un cavalier. Le cheval "fait en montant", c'est-à-dire avec la pointe des hanches plus basse que le garrot, est léger et équilibré.
Le dos, qui relie l'avant-main à l'arrière main, est situé entre le garrot et le rein et est composé des dix dernières vertèbres dorsales. Il doit être droit, large, musclé et soutenu. Il doit paraître grand comparé au rein.
Le rein doit être large et court. Il est dit "bien attaché" quand son lien avec le dos et la croupe ne présentent ni angle ni dépression. Souple, il doit se ployer lorsqu'on le pince.
Lorsque le dos et le garrot sont courts, les quatre membres sont rapprochés et le cheval est enclin à forger et à se faire des atteintes. Le cheval "fait en descendant", c'est-à-dire avec la pointe des hanches plus haute que le garrot, est apte à la vitesse mais manque d'équilibre, notamment en terrain varié. Un cheval dont le dos est creux et ensellé peut difficilement être utilisé. Un dos dit "de carpe" ou "de mulet" donne des allures heurtées. Le cheval au rein trop court a des actions raides et maladroites.

#### Poitrine
Mesurée du sommet du garrot au sternum, la poitrine doit être haute, normalement large et, mesurée de la pointe de l'épaule à la dernière côte, profonde. La poitrine du cheval de course bâti pour la vitesse est ogivale, celle du cheval de trait ronde. La poitrine du cheval de selle se situe entre les deux. Ses côtes sont longues et cintrées, les dernières côtes doivent être profondes. Un beau passage de sangle est éloigné des coudes et bien dessiné.
Lorsque la poitrine est large et les épaules trop écartées, le cheval a des difficultés à changer de pied au galop et manque de mobilité latérale. Des côtes courtes et un dos long donnent un cheval cylindrique difficile à garder sellé. Le cheval "manque de fond" quand les côtes sont plates et la poitrine étroite.

#### Ventre
Le ventre fait suite à la poitrine et se situe dans la partie inférieure de l'abdomen. La ligne du ventre est courbe et doit se fondre progressivement dans les flancs. Le flanc doit être court et animé par les mouvements réguliers et profonds de la respiration de l'animal.
Un gros ventre est dit "ventre de vache" ou "tombant". Il est peu esthétique et la marque d'un cheval manquant de condition. Les chevaux nerveux, mal nourris ou surentrainés "manquent de boyaux" et ont le ventre "levreté" (comme un lévrier). L'observation du flanc peut permettre de détecter un problème respiratoire tel que l'emphysème.

#### Organes génitaux
Les deux testicules des mâles entiers sont apparents. Les poulinières doivent avoir des mamelles bien développées.
On dit que les testicules "ne sont pas descendus", quand ils ne sont pas visibles et sont restés dans la cavité abdominale. Le cheval est cryptorchide ou "pif". Il est monorchide quand il n'a qu'un seul testicule.

#### Queue
Pour avoir de l'élégance et une belle présence, le cheval doit porter la queue haute Un beau port de queue dénote trempe et énergie.

### Avant-main
Elle pousse la masse  en avant et reçoit les indications des aides inférieures.

### Arrière-main
C'est de l'arrière-main que vient l'impulsion et la détente. L'arrière-main du cheval de selle doit être large. Elle doit pouvoir se ployer et s'abaisser pour permettre le rassembler et se détendre pour permettre le mouvement en avant.
L'arrière-main écrasée provoque l'acculement, campée elle interdit le reculer. Quand elle est convenablement baissée et ployée, elle permet le rassembler et la détente des ressorts dans le mouvement en avant. Lorsqu'elle est allégée, elle permet le maximum de vitesse au galop.
La croupe du cheval de selle doit être large, musclée, moyennement inclinée et surtout longue de la pointe de la hanche à la pointe de la fesse. Celle du cheval de trait peut être courte. Sa direction est donnée par la ligne ilio-ischiale. La croupe de certains trotteurs, galopeurs de courtes distances et des chevaux d'attelage est horizontale. La croupe idéale du cheval d'obstacle doit être inclinée de 30 à 35° par rapport à l'horizontale afin de lui conférer la ligne de dessus et la puissance nécessaires au saut. Plus inclinée, elle est dite "oblique", qualité recherchée pour chez le cheval de trait. On dit que le cheval est "beau carré de derrière" quand sa croupe est aussi large que longue.
Les deux hanches doivent être situées au même niveau, être saillantes et bien écartées. Les croupes des juments sont plus larges que celles des étalons. À la suite d'une fracture de la pointe de la hanche, généralement sans suite fâcheuse, un affaissement inesthétique peut apparaître, on nomme cette caractéristique « hanche coulée ».

### Articulations
Les articulations du cheval ne lui permettent que des mouvements dans l'axe de son corps, à l'exception de l'articulation coxo-fémorale et de celle du coude. C'est pourquoi, par exemple, le cheval est plus à l'aise droit dans une descente, l'articulation du boulet n'ayant pas la souplesse latérale de la cheville de l'homme qui est parfois plus à l'aise sur une oblique. Certaines articulations dites à ressort, comme le coude et le jarret, continuent à se fermer seules à partir d'un certain degré, évitant les efforts musculaires.
L'atlas et l'axis forment une combinaison unique par un système de rotule et de pivot grâce auquel le cheval peut mouvoir sa tête aussi bien dans l'axe de son corps que latéralement ou en rotation.

## Jugement de la morphologie d'un cheval
Par le passé, les personnes qui exerçaient des professions de marchand de chevaux ou de valet d'écurie avaient la capacité de juger très rapidement la morphologie d'un cheval qui leur est présenté.
Pour juger de la morphologie (ou modèle) d'un cheval, la personne doit se placer à 5 à 6 mètres de celui-ci, l'observer de profil puis de face dans son ensemble, puis par partie. Il doit ensuite être étudié au pas et au trot.
Cet examen permet d'apprécier les beautés et les défectuosités, les proportions de l'animal, et de déceler les tares visibles. Il doit être complété par un examen manuel pour repérer les tares non apparentes.

## Records morphologiques

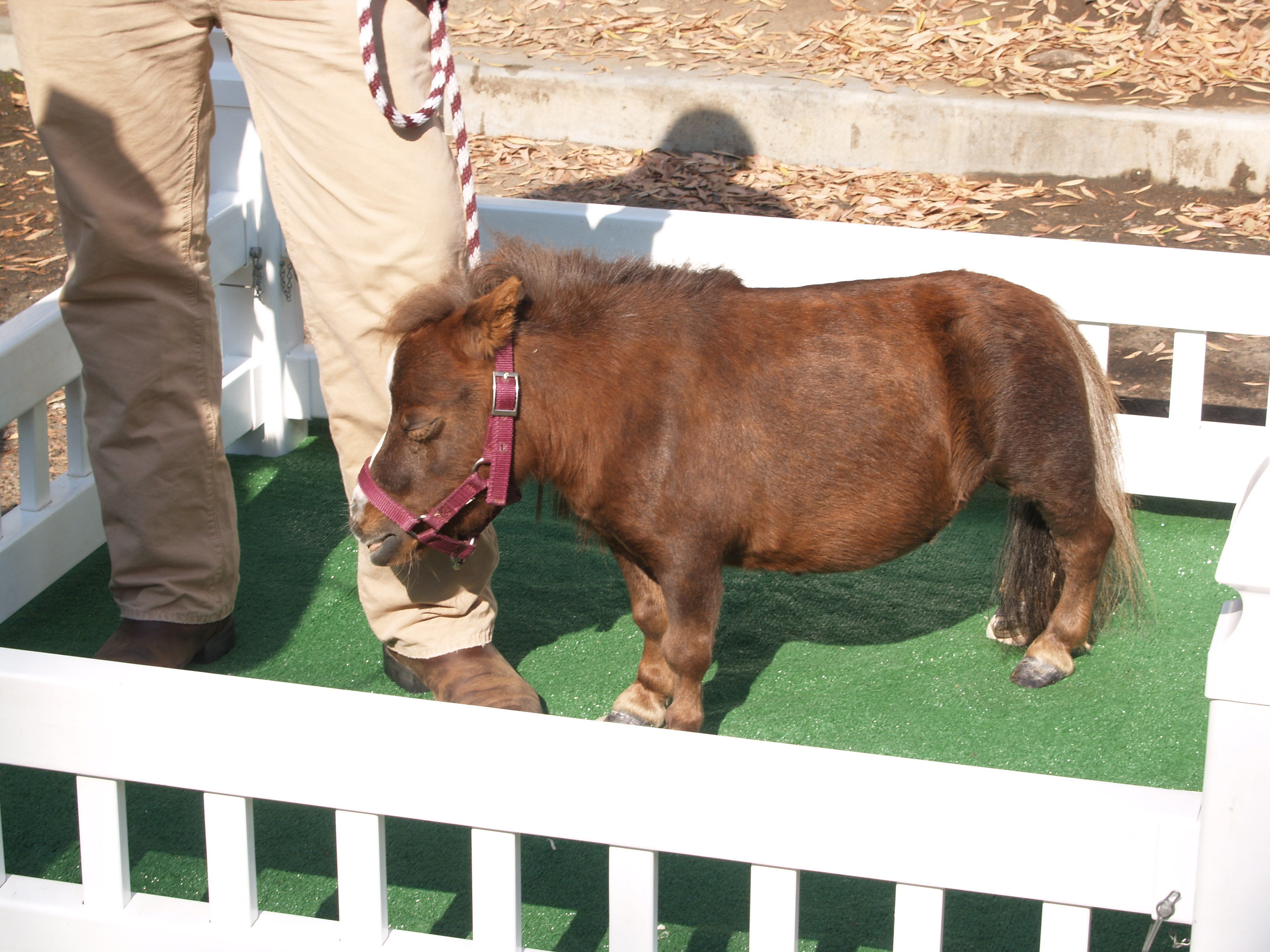
Thumbelina, avec 43 cm, est le plus petit cheval au monde

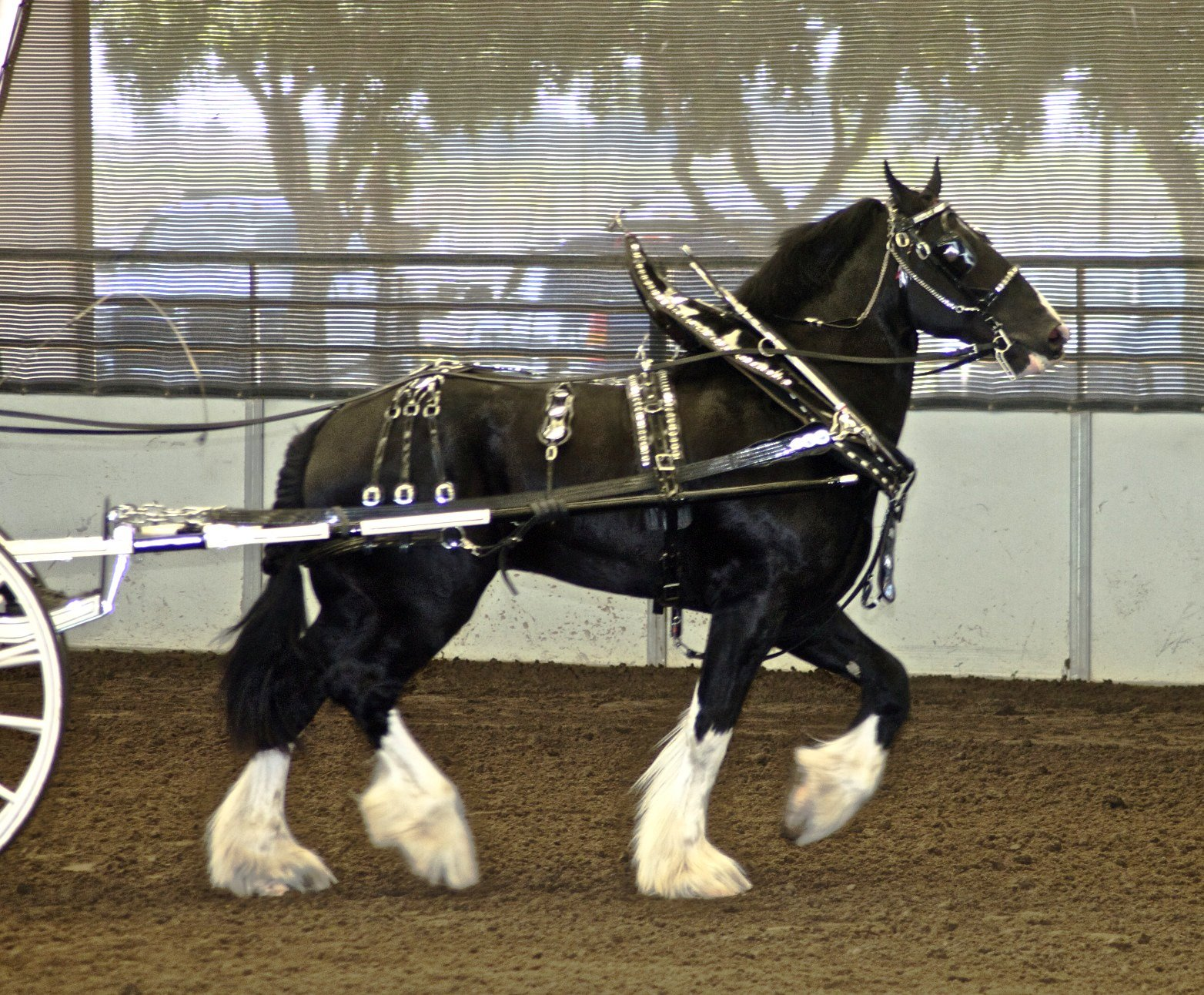
Un shire, race dont Sampson fut le plus grand représentant jamais répertorié avec ses 2.19 m

Certains chevaux sont entrés dans l'Histoire et le livre Guinness des records en raison de leurs particularités morphologiques.

### Chevaux les plus petits
- Le docteur Hamison, un vétérinaire de Spartanburg en Caroline du Sud, certifia que l'étalon Little Pumpkin, propriété de J. Williams Jr., mesurait 35 cm et pesait 9 kg. Le record ne fut pas homologué.
- Joly, une jument née au printemps 1993 dans le haras de Gilles Van de Walle, de Plou dans le Cher, fut enregistrée comme la jument la plus petite, avec 68 cm à l'âge de cinq ans, le 15 septembre 1998.
- Le plus petit cheval du monde homologué actuellement est Thumbelina, avec 43 cm. Auparavant, le record appartenait à Sugar Dumpling. Ces deux juments sont atteintes de nanisme.
- Le falabella argentin, considéré comme une race de chevaux miniatures, est le résultat de soixante-dix ans de croisements effectués dans un groupe de chevaux de petite taille découverts au Sud du pays. La plupart des spécimens adultes mesurent moins de 76 cm de haut et pèsent de 36 à 45 kg.

### Chevaux les plus grands
- Sampson, un shire propriété de Thomas Cleaver à Toddington Mills, né en 1846 et rebaptisé Mammouth, est toujours enregistré comme le plus grand cheval ayant jamais vécu, avec 2,19 m.
- Tina était répertoriée comme le plus grand cheval vivant au monde avant sa mort récente, à l'âge de quatre ans. Originaire du Tennessee, elle mesurait 2,06 m.
- Tritonis était un pur-sang canadien enregistré comme le plus grand cheval au monde qui ne soit pas un cheval de trait. Il appartenait à Christopher Ewing, de Southfield, aux États-Unis, et mourut en septembre 1990, à l'âge de sept ans. Il mesurait 1,98 mètre et pesait 950 kg.

### Autres records
- Le cheval le plus lourd jamais enregistré fut Brooklyn Suprême (1928-1948), un trait belge mesurant 1,98 m au garrot pour 1 440 kg.
- La plus longue crinière appartenait à une jument de Californie nommée Maud et mesurait 5,5 mètres.
- La plus longue queue appartient à Summer Breeze (Kansas, États-Unis), avec ses 3,81 mètres.